# Campeonato de Portugal 1931
Desátý ročník Campeonato de Portugal (portugalského fotbalového poháru) se konal od 25. března do 28. června 1931.
Trofej získal podruhé v klubové historii, obhájce minulého ročníku SL Benfica, které ve finále porazilo FC Porto 3:0.